# Zoodes cornutus
Zoodes cornutus là một loài bọ cánh cứng trong họ Cerambycidae.